# 耶娃波尔卡
耶娃波尔卡是一首來自芬蘭的波爾卡舞曲，也是斯堪地那維亞的地方歌謠。歌曲是由埃伊诺·凯图宁在1930年代以東歐傳統的民谣波爾卡調子寫成的。1995年由无伴奏合唱團體洛伊图玛唱紅之後，坊間流傳的版本就把這首歌歌名的第一個字「I」改成「L」，除了因為它們長得很像以外，也象徵著這首歌的另一個別稱「Loituma's Polkka」。其中Ieva於芬蘭語就是英文的Eva，故有时也译作“伊娃的波尔卡”。坊間主要流傳的版本約2分30秒。由于洛伊图玛团体演唱时手中的甩动动作后来遭Flash动画演绎为甩葱，故在中文地区又被戏称为甩葱歌。

## 歌曲版本

### 洛伊图玛
1995年，該歌曲收錄在洛伊图玛樂隊在芬蘭發行的第一張同名專輯《Loituma》中。當時這首歌在芬蘭很受歡迎，進入了電台榜單，這對於一首古典民謠改編的歌曲來說是很少見的情況。
1997年的考斯蒂寧民謠音樂節，洛伊图玛以无伴奏合唱的形式唱了這首歌曲，之後這首歌開始受到大家的注意。
2006年，洛伊图玛樂隊借助《甩蔥歌》的流行再次走紅，在2006年5月21日發行了專輯《Things Of Beauty》，再次收錄了1995年版本的《耶娃波尔卡》。在專輯內頁中提供了芬蘭語歌詞和英語的譯詞。

### 井上織姬
2006年，作者不詳，目前僅能確信自歐洲起源。某不知名網路人士將BLEACH動畫第二集中，井上織姬甩蔥動作配上音樂製成FLASH並四處轉寄，迅速在網路世界傳播，在此之前，這首歌僅侷限在芬蘭等少數幾個歐洲國家為人所知，而在網路傳播後，洛伊图玛也因此再次走紅。
洛伊图玛樂隊成員蒂莫·韋內寧說出了他對甩蔥歌的第一印象：
我第一次發現有些事情正在發生，是在我查看我個人網站的統計數字的時候。在查看統計數字後，我意識到發生了一些奇怪的事情，因為網頁流量高的驚人。而且大部分流量來自俄羅斯，我試圖找出發生了什麼事，這樣我就找到了這則動畫。而且，我也不知道這則動畫與這個女孩是關於什麼的。

### 朵莉寶貝
同年，朵莉寶貝翻唱這首歌，歌名改為《Dolly Song》，並於11月17日收錄進專輯《Pretty Donkey Girl》。借助德國彩鈴運營商Jamba!的宣傳，《Dolly Song》在歐洲掀起了一波熱潮。
2007年8月8日，《Pretty Donkey Girl》在日本發行，《Dolly Song》的日文標題為《夢見るドリー》。
另外，這首歌是繼嘜阿喜之後另一首先經由網路紅了以後再出專輯的歌。

### VOCALOID 初音未来
2007年，VOCALOID使用者otomania以初音未來為虛擬演唱者重新製作了這首歌並上载至niconico动画。該版本的編曲設計與《Dolly Song》很相似，唱詞也是一致的。
直至2012年8月，其播放次数已达358万。听众反映其具有“绝佳的洗脑作用”，亦有人制作了长达十小时的版本。该曲在初音未来得以被多数人认知的过程中功不可没，初音未来的发售商CRYPTON认为此作品的宣传效果带来远超过100万日元的收益，而此版本也成為所有二製網路版本中，傳播最深遠及火紅的版本，使用于多个电视节目、电影（如饭局也疯狂）和体育赛场。

### Bilal Göregen
2019年6月17號，一位YouTube用戶Dejan Petrovski（該影片已下架，目前官方版本為Bilal本人的官方頻道上傳版本）上傳了一部由土耳其視障街頭表演者Bilal Göregen於公園演奏的影片，該影片中Bilal使用手鼓作為歌曲伴奏，起初，此影片並未獲得大批觀眾，而是在10月18號時，一位推特用戶@wonamaewa上傳了一部影片，影片內容為Bilal Göregen的演出，而影片左方加了一隻跟著節奏晃動的貓，而隨著大量用戶不斷的轉推貼文，並分享到不同平台上，該影片成為一個meme，其正式名稱為「Cat Vibing to Street Musician's Ievan Polkka（貓咪享受著街頭藝人演奏的耶娃波爾卡）」，或簡稱「Vibing Cat」、「CatJAM」

### Veronica Zolotova
2021年5月6號，一位抖音用戶Veronica Zolotova上傳了一部影片，內容為她演唱耶娃波爾卡，輕快的旋律與獨特的嗓音，使她的影片迅速傳播，截至2021年7月1日，TikTok平台已有1400萬的點讚，也因為影片的快速傳遞，使這首歌再度進入世人眼中，也有許多不同國家演唱者的版本，而Loituma成員也在2021年重新錄製了這首歌曲，截至2021年7月1日，於YouTube已有929,110次觀看

## 歌詞內容
這首歌講的是一個年輕男子，想要約一名叫做耶娃的女孩一起跳波爾卡舞，但是女孩的媽媽一直阻擋著。於是他們偷偷地溜到一間房子，許多人在裡面跳著波爾卡舞，他們也跳了整夜。當兩人一起回到女孩的家之後，女孩的母親正在門前怒氣沖沖地等著他們，但是男孩坦率地告訴女孩的母親：他們排除萬難也要在一起。

### 洛伊图玛版本
洛伊图玛樂隊1995年版本的唱詞大部分保留了原始的歌詞版本，並在中間穿插了幾段即興的拟声吟唱。在2006年發行的《Things Of Beauty》專輯內頁裡，這些即興的演唱部分的唱詞沒有被刊登，也並非標準芬蘭語，可能是方言中的感嘆詞，也可能是即興演唱的無意義的音節。

### 井上織姬版本
2006年，井上織姬的《甩蔥歌》版本在歐洲與亞洲流行起來。此版本的唱詞摘取了洛伊图玛版本中間即興吟唱的一段：

-{
Jatsu tsappari dikkari dallan

tittari tillan titstan dullaa,

dipidapi dallaa ruppati rupiran

kurikan kukka ja kirikan kuu.

Ratsatsaa ja ripidabi dilla

beritstan dillan dellan doo.

A baribbattaa baribbariiba

ribiribi distan dellan doo.

Ja barillas dillan deia dooa

daba daba daba daba daba duvja vuu.

Baristal dillas dillan duu ba daga

daiga daida duu duu deiga dou.
}-

### 朵莉寶貝、初音未来等版本
朵莉寶貝、初音未来、以及日後的大部分《甩蔥歌》版本的唱詞都是摘取了上面井上織姬版本中的第二節與第三節並循環演唱，省略了第一節。如下所示：

-{
Ratsatsaa ja ripidabi dilla

beritstan dillan dellan doo.

A baribbattaa baribbariiba

ribiribi distan dellan doo.

Ja barillas dillan deia dooa

daba daba daba daba daba duvja vuu.

Baristal dillas dillan duu ba daga

daiga daida duu duu deiga dou.
}-

如上面所提，井上織姬、朵莉寶貝、初音未来等版本的唱詞並非標準芬蘭語，也沒有實際的意義，並且由於在洛伊图玛樂隊2006年發行的《Things Of Beauty》專輯內頁裡，即興的演唱部分的唱詞沒有被刊登，這段歌詞一度引起了《甩蔥歌》聽眾的困惑。

## 演唱者
- Matti Jurva (1937)
- Onni Laihanen (1947)
- Jorma Ikävalko (1950)
- Lumberjack Band (1952)
- Nummi Kvartetti (1953)
- Arttu Suuntala (1966)
- Jaakko Salo (1972)
- Pauli Räsänen (1972)
- 洛伊图玛 (1995)
- Six B Rothers (1995)
- Kuplettiryhmä (1998)
- DJ Sharpnel（歌名"PRETTY GREEN ONIONS"） (2006)
- DJ Slon - Финская Полька (Finnish Polka)，俄文演唱 (2006)
- Holly Dolly（歌名"Dolly Song [Ieva's Polka]"） (2006)
- 低频猎人 (2007)
- 初音未來(2007)
- 鏡音鈴、連 (2008)

## 外部連結
- 歌詞芬蘭語-英語對照